# Macrolabis americana
Macrolabis americana är en tvåvingeart som beskrevs av Dorchin 2006. Macrolabis americana ingår i släktet Macrolabis och familjen gallmyggor.
Artens utbredningsområde är Pennsylvania. Inga underarter finns listade i Catalogue of Life.